# Gambito Rousseau
|       |       |       |       |       |       |       |       |       |  |
|       | a8 rd | b8    | c8 bd | d8 qd | e8 kd | f8 bd | g8 nd | h8 rd |  |
| a7 pd | b7 pd | c7 pd | d7 pd | e7    | f7    | g7 pd | h7 pd |       |  |
| a6    | b6    | c6 nd | d6    | e6    | f6    | g6    | h6    |       |  |
| a5    | b5    | c5    | d5    | e5 pd | f5 pd | g5    | h5    |       |  |
| a4    | b4    | c4 bl | d4    | e4 pl | f4    | g4    | h4    |       |  |
| a3    | b3    | c3    | d3    | e3    | f3 nl | g3    | h3    |       |  |
| a2 pl | b2 pl | c2 pl | d2 pl | e2    | f2 pl | g2 pl | h2 pl |       |  |
| a1 rl | b1 nl | c1 bl | d1 ql | e1 kl | f1    | g1    | h1 rl |       |  |
|       |       |       |       |       |       |       |       |       |  |

El Gambito Rousseau es una apertura de ajedrez dudosa. Se caracteriza por los movimientos (en notación 
algebraica):
1.e4 e5 2.Cf3 Cc6 3.Ac4 f5 
El gambito se llamó así en honor a Eugéne Rousseau. La mejor respuesta del blanco es contraatacar en el centro con 4.d4.  La posición resultante es un Gambito de rey declinado en el que el negro está jugando el gambito con menos desarrollo y el alfil de rey blanco apuntando al debilitado flanco de rey negro. El negro tendrá problemas para enrocar corto y Cg5 es una amenaza probable. La posición del blanco es mejor, pero requiere un juego cuidadoso.
Los temas clave para el blanco son atacar el flanco de rey negro y evitar intentos de simplificación de la posición por parte del negro mediante intercambios. 
El mejor consejo para el negro es no jugar este gambito ya que se considera refutado.

## Gambito Rousseau Declinado
|       |       |       |       |       |       |       |       |       |  |
|       | a8 rd | b8    | c8 bd | d8 qd | e8 kd | f8 bd | g8 nd | h8 rd |  |
| a7 pd | b7 pd | c7 pd | d7 pd | e7    | f7    | g7 pd | h7 pd |       |  |
| a6    | b6    | c6 nd | d6    | e6    | f6    | g6    | h6    |       |  |
| a5    | b5    | c5    | d5    | e5 pd | f5 pd | g5    | h5    |       |  |
| a4    | b4    | c4 bl | d4    | e4 pl | f4    | g4    | h4    |       |  |
| a3    | b3    | c3    | d3 pl | e3    | f3 nl | g3    | h3    |       |  |
| a2 pl | b2 pl | c2 pl | d2    | e2    | f2 pl | g2 pl | h2 pl |       |  |
| a1 rl | b1 nl | c1 bl | d1 ql | e1 kl | f1    | g1    | h1 rl |       |  |
|       |       |       |       |       |       |       |       |       |  |

Una respuesta sólida para el blanco es declinar el gambito y esperar a capturar el peón f.
1.e4 e5 2.Cf3 Cc6 3.Ac4 f5 4.d3
Aquí las negras pueden jugar 4...Ac5 invitando a las blancas a jugar la muy tentadora 5.Cg5 que por sus amenazas sobre f7 parece una jugada casi ganadora, pero sin embargo es una gran trampa.
5.Cg5 f4
Las negras invitan al caballo a hacer un doblete sobre dama y torre para ganar material.
6.Cf7 Dh4
Las negras pasan rápidamente al ataque amenazando mate en f2.
7.0-0 Cf6
8.Cxh8 Cg4
Las negras entregan la torre pero tienen un fortísimo ataque sobre el enroque blanco que no tiene ninguna pieza cerca que lo defienda.
9.h3 Cxf2
Ante la amenaza de jaque descubierto ganando material, las blancas entregan la torre por el caballo
10.Txf2 Dxf2+
11.Rh1 f3
Las negras amenazan mate en g2 y en g1, y la única pieza blanca que defiende, la dama, no podrá lidiar con todas las amenazas: la dama no puede tomar en f3 porque habría mate en g1.
12.gxf3 d5
El afil se suma al ataque para decidir la partida
13.Axd5 Axh3
El ataque de la dama negra con los dos alfiles es arrollador
14. Af7+ Rf8
0-1
Las blancas abandonan porque no pueden frenar el mate en g2 o en g1

## Gambito Rousseau Aceptado
|       |       |       |       |       |       |       |       |       |  |
|       | a8 rd | b8    | c8 bd | d8 qd | e8 kd | f8 bd | g8 nd | h8 rd |  |
| a7 pd | b7 pd | c7 pd | d7 pd | e7    | f7    | g7 pd | h7 pd |       |  |
| a6    | b6    | c6 nd | d6    | e6    | f6    | g6    | h6    |       |  |
| a5    | b5    | c5    | d5    | e5 pd | f5 pl | g5    | h5    |       |  |
| a4    | b4    | c4 bl | d4    | e4    | f4    | g4    | h4    |       |  |
| a3    | b3    | c3    | d3 pl | e3    | f3 nl | g3    | h3    |       |  |
| a2 pl | b2 pl | c2 pl | d2    | e2    | f2 pl | g2 pl | h2 pl |       |  |
| a1 rl | b1 nl | c1 bl | d1 ql | e1 kl | f1    | g1    | h1 rl |       |  |
|       |       |       |       |       |       |       |       |       |  |

El blanco sigue teniendo buena partida después de la inferior 4.exf5, pero la posición es menos clara. El negro normalmente juega 4...e4, a lo que el
blanco tiene que jugar 5.Cd4! Cf6 (5...Cxd4? lleva a problemas después de 6.Dh5+) 6.Cxc6.
1.e4 e5 2.Cf3 Cc6 3.Ac4 f5 4.exf5

## Contraataque con 4.d4
Según el programa de ajedrez más fuerte del mundo, Stockfish, esta es la mejor jugada para las blancas. La posición es como un gambito de rey declinado pero con colores invertidos. Es un gambito interesante, con muchas trampas, ideal para jugar en partidas rápidas por el efecto sorpresa y porque las blancas no tendrán tanto tiempo para poder encontrar las mejores jugadas.
Ante 4.d4 una buena jugada para las negras es exd4, y luego de 5.Cxd4, es buena la jugada Cf6. Si las blancas juegan 6.Cxf5 entonces las negras responden golpeando en el centro con 6...d5 y si 7.exd5 sigue Axf5, 8.dxc6 Dxd1+ 9. Rxd1 0-0-0+ llegando a una posición donde las negras están dos peones abajo pero con un nivel de actividad de piezas muy grande que compensa ampliamente el déficit de material, a su vez, el rey blanco está expuesto en el centro y el ataque de las negras resultará decisivo. 
10. Ad2 Cg4 
Las negras no pierden tiempo en tomar el peón de c6 y se lanzan al ataque al que pronto se sumará el alfil que no se ha desarrollado. 
11.cxb7+ Rxb7 
12. Re2 Ac5 
Se suma otro atacante y se despeja el terreno para que también se sume la otra torre sobre la fila e. 
13.f3 The8+ 
La posición de las negras es arrolladora y, a cambio de dos peones, tienen todas sus piezas centralizadas y listas para ganar la partida. Las blancas, en cambio, sólo han desarrollado sus alfiles y su rey está expuesto en el centro, mientras que las dos torres y el caballo permanecen todavía sin entrar en acción.   
14.Rf1 Ce3+   
15.Axe3 Td1+   
16.Re2 Txh1   
Las negras empiezan a recuperar material y ganan la calidad (tienen torre por pieza menor), a su vez las blancas deben lidiar con el alfil clavado de e3 y deberán entregar más material:   
17.Ad5+ c6      
18.Ae4 Axe4      
19.Axc5 Axc2+      
Las blancas van a seguir perdiendo material y con ello la partida      
20.Rd2 Txb1      
21.Txb1 Axb1      
0-1      
Con torre abajo las blancas abandonan.      